# احمد الحجیری
احمد الحجیری (انگلیسی: Ahmed Al Hujairi؛ زادهٔ ۱ فوریهٔ ۱۹۷۸) بازیکن فوتبال اهل بحرین بود.
از باشگاه‌هایی که در آن بازی کرده‌است می‌توان به باشگاه فوتبال الاهلی (منامه) اشاره کرد.
وی همچنین در تیم ملی فوتبال بحرین بازی کرده‌است.